# Mod (subkultur)
 For alternative betydninger, se Mod. (Se også artikler, som begynder med Mod)
Mod (af engelsk: Modernism modernisme, alternativt afledt af Modern jazz) er en engelsk subkultur, der begyndte i slutningen af 1950'erne og toppede i midten af 1960'erne. Den kendetegnes af forkærlighed for modetøj og skræddersyet tøj efter eget design. Musikalske interesser omfatter visse former for jazz (f.eks. bebop, soul jazz og syrejazz), R'n'B, soul, ska og britpop. Tilhængerne kaldtes typisk mods eller modernists. Visse mods anskaffede sig efter italiensk forbillede scootere. En af de oprindelige mods, Pete Meaden, har karakteriseret livsstilen som "clean living under difficult circumstances". Enkelte af 1960'ernes mods blev siden kendt som musikere, f.eks. Marc Bolan, David Bowie, Rod Stewart og Small Faces. Subkulturen forsvandt stort set i sidste halvdel af 1960'erne, hvor en del mods i stedet blev skinheads, men den blev kortvarigt genoplivet sidst i 1970'erne inspireret af The Jam og filmatiseringen af The Whos album, Quadrophenia, der handler om en mod i 1960'erne. Siden har mods inspireret yngre generationer til at efterligne og opdatere tøjstilen og musikken, hvor især Paul Weller er et forbillede.

## Faglitteratur
- Richard Barnes: Mods! (1979)
- Paolo Hewitt: The Sharper Word: A Mod Anthology (1999)
- Paolo Hewitt og Paul Weller: The Soul Stylists: Forty Years of Modernism (2000)
- Terry Rawlings: Mod: A Very British Phenomenon (2000)

## Skønlitteratur
- Colin MacInnes: Absolute Beginners (1959)

## Film
- Quadrophenia (1979)